# Nemanja Matić
Nemanja Matić (ur. 1 sierpnia 1988 w Šabacu) – serbski piłkarz grający na pozycji pomocnika we francuskim klubie Olympique Lyon. W latach 2008–2019 reprezentant Serbii. Uczestnik Mistrzostw Świata 2018.

## Kariera klubowa

### Wczesne lata
Matić swoją karierę piłkarską rozpoczął w młodzieżowych drużynach Partizana i Crvenej zvezdy Belgrad. Jego pierwszym seniorskim klubem stał się serbski FK Jedinstvo Ub, gdzie występował w latach 2004–2007. Kolejnym zespołem młodego Serba był MFK Koszyce, w którego barwach rozegrał 67 meczów w Extralidze.

### Chelsea FC
18 sierpnia 2009 roku Matić podpisał czteroletni kontrakt z Chelsea. Włodarze londyńskiego klubu zapłacili za zawodnika 1,5 miliona funtów. W drużynie The Blues zadebiutował 21 listopada wchodząc w 69. minucie spotkania z Wolverhampton Wanderers za Florenta Maloudę. Później zagrał także w kończącym rozgrywki pojedynku przeciwko Wigan Athletic. W sezonie 2009/2010 wraz z Chelsea wywalczył tytuł mistrza Anglii oraz zdobył Puchar Anglii.

### Vitesse
W sierpniu 2010 roku został wypożyczony do Vitesse.

### Benfica
31 stycznia 2011 Chelsea doszła do porozumienia z Benficą Lizbona, w efekcie czego Matić wraz z zakończeniem sezonu 2011/2012 przeniósł się do Benfiki, po zakończeniu wypożyczenia do Vitesse Arnhem.

### Powrót do Chelsea
15 stycznia 2014 roku ponownie został zawodnikiem Chelsea po trzech latach. Londyński klub zapłacił za niego 20 milionów euro Benfice Lizbona. 1 marca 2015r. wraz z londyńskim klubem zdobył Puchar Ligi Angielskiej. Ponadto pomógł Chelsea w zdobyciu mistrzostwa Anglii, a także został wybrany do najlepszej "11" Premier League 2014/15.

### Manchester United
31 lipca 2017 roku podpisał trzyletni kontrakt z opcją przedłużenia o kolejny rok z Manchesterem United. Oficjalnie w klubie zadebiutował 8 sierpnia 2017 roku w przegranym 2:1 meczu o Superpuchar Europy przeciwko Realowi Madryt, rozgrywając całe spotkanie. Swoją pierwszą bramkę zdobył 5 marca 2018 roku, w wygranym 2:3, ligowym spotkaniu przeciwko Crystal Palace. 15 kwietnia 2022 roku ogłosił, że po sezonie odejdzie z Manchesteru United.

### AS Roma
14 czerwca 2022 roku ogłoszono, że Matić zgodził się dołączyć do Romy na roczny kontrakt, po wygaśnięciu jego kontraktu z Manchesteru United. 14 sierpnia zadebiutował w klubie jako rezerwowy w wygranym 1: 0 wyjazdowym meczu z Salernitana w Serie A.

### Stade Rennais
14 sierpnia 2023 roku Matić dołączył do klubu Ligue 1 Rennes na podstawie dwuletniej umowy za zgłoszoną opłatę transferową w wysokości 3 milionów euro.

### Olympique Lyon
27 stycznia 2024 roku przeniósł się do francuskiego Olympique Lyon za kwotę 2,60 mln euro na podstawie dwu i pół letniego kontraktu. Swój debiut w barwach klubu zaliczył w zwycięskim spotkaniu przeciwko Olympique Marsylii wynikiem 1:0.

## Kariera reprezentacyjna
W reprezentacji Serbii do lat 21 Matić zadebiutował 11 października 2008 w spotkaniu z Danią. Z kadrą U-21 wziął udział w Mistrzostwach Europy w tej kategorii wiekowej, jednakże jego występ na tym turnieju szybko się skończył – w pierwszym meczu przeciwko Włochom doznał złamania jednej z kości śródstopia.
14 grudnia 2008 Matić zadebiutował w dorosłej reprezentacji swojego kraju w towarzyskim spotkaniu z Polską, przegranym przez Serbię 0:1. W lutym 2009 zagrał w wygranym 2:0 meczu z Cyprem.
28 sierpnia 2020 roku ogłosił zakończenie kariery reprezentacyjnej. 

## Statystyki
(Stan na 7 maja 2022)
| Klub              | Sezon     | Liga  | Liga   | Puchar kraju | Puchar kraju | Puchar Ligi | Puchar Ligi | Europa | Europa | Inne  | Inne   | Łącznie | Łącznie |
| Klub              | Sezon     | Mecze | Bramki | Mecze        | Bramki       | Mecze       | Bramki      | Mecze  | Bramki | Mecze | Bramki | Mecze   | Bramki  |
| ----------------- | --------- | ----- | ------ | ------------ | ------------ | ----------- | ----------- | ------ | ------ | ----- | ------ | ------- | ------- |
| MFK Koszyce       | 2006/2007 | 14    | 1      | 0            | 0            | –           | –           | –      | –      | –     | –      | 14      | 1       |
| MFK Koszyce       | 2007/2008 | 26    | 1      | 0            | 0            | –           | –           | –      | –      | –     | –      | 26      | 1       |
| MFK Koszyce       | 2008/2009 | 29    | 2      | 0            | 0            | –           | –           | –      | –      | –     | –      | 29      | 2       |
| MFK Koszyce       | 2009/2010 | 1     | 0      | 0            | 0            | –           | –           | 0      | 0      | –     | –      | 1       | 0       |
| Chelsea           | 2009/2010 | 2     | 0      | 1            | 0            | 0           | 0           | 0      | 0      | 0     | 0      | 3       | 0       |
| Vitesse (wyp.)    | 2010/2011 | 27    | 2      | 2            | 0            | –           | –           | –      | –      | –     | –      | 29      | 2       |
| Chelsea           | 2011/2012 | 0     | 0      | 0            | 0            | 0           | 0           | 0      | 0      | –     | –      | 0       | 0       |
| SL Benfica        | 2011/2012 | 16    | 1      | 2            | 0            | 2           | 0           | 10     | 0      | –     | –      | 30      | 1       |
| SL Benfica        | 2012/2013 | 26    | 3      | 7            | 1            | 1           | 0           | 13     | 1      | –     | –      | 47      | 5       |
| SL Benfica        | 2013/2014 | 14    | 2      | 2            | 0            | 0           | 0           | 6      | 1      | –     | –      | 22      | 3       |
| Chelsea           | 2013/2014 | 17    | 0      | 2            | 0            | 0           | 0           | 0      | 0      | –     | –      | 19      | 0       |
| Chelsea           | 2014/2015 | 36    | 1      | 0            | 0            | 5           | 0           | 8      | 2      | –     | –      | 49      | 3       |
| Chelsea           | 2015/2016 | 33    | 2      | 3            | 0            | 1           | 0           | 5      | 0      | 1     | 0      | 43      | 2       |
| Chelsea           | 2016/2017 | 35    | 1      | 3            | 1            | 2           | 0           | –      | –      | –     | –      | 40      | 2       |
| Manchester United | 2017/2018 | 36    | 1      | 4            | 1            | 1           | 0           | 7      | 0      | 1     | 0      | 49      | 2       |
| Manchester United | 2018/2019 | 28    | 1      | 3            | 0            | 1           | 0           | 6      | 0      | –     | –      | 38      | 1       |
| Manchester United | 2019/2020 | 21    | 0      | 5            | 0            | 3           | 1           | 5      | 0      | –     | –      | 34      | 1       |
| Manchester United | 2020/2021 | 20    | 0      | 3            | 0            | 2           | 0           | 11     | 0      | –     | –      | 36      | 0       |
| Manchester United | 2021/2022 | 23    | 0      | 0            | 0            | 1           | 0           | 8      | 0      | –     | –      | 32      | 0       |
| AS Roma           | 2022/2023 | 35    | 2      | 2            | 0            | –           | –           | 13     | 0      | –     | –      | 50      | 2       |
| Stade Rennais     | 2023/2024 | 0     | 0      | 0            | 0            | –           | –           | 0      | 0      | –     | –      | 0       | 0       |
| Łącznie           | Łącznie   | 439   | 20     | 39           | 3            | 19          | 1           | 82     | 4      | 2     | 0      | 591     | 28      |